# Wardomyces inflatus
Wardomyces inflatus är en svampart som först beskrevs av Marchal, och fick sitt nu gällande namn av Hennebert 1968. Wardomyces inflatus ingår i släktet Wardomyces och familjen Microascaceae.   Inga underarter finns listade i Catalogue of Life.